# 多久茂富
多久 茂富（たく しげとみ）は、安土桃山時代から江戸時代前期にかけての武将。肥前国佐賀藩士。

## 略歴
天正12年（1584年）、龍造寺家均（後藤家明）の子として誕生。父・家均は武雄領主後藤貴明の子で、天正5年（1577年）に龍造寺隆信と和睦の際に隆信の養子となった。
天正16年（1588年）母の兄・多久安順の養子となる。部屋住で大組頭となり大坂の陣にも出陣したが、寛永5年（1628年）養父・安順の勘気にふれて義絶し、増田村に蟄居して増田図書と名乗った。後に、藩主・鍋島勝茂より鍋島姓を許され鳥坂村に閑居した。寛永14年（1637年）島原の乱に手勢を率いて出陣。寛永18年（1641年）閑居の身ながら出陣したことを賞され、勝茂より勘気を解かれる。
万治2年（1659年）8月14日鳥坂で死去。享年75。子・茂辰が跡を継いだ。
茂富は葉隠の著者山本常朝の幼名「松亀」の名付け親で葉隠にも逸話が記載されている。